# شهدطوطیک پیشانی‌سرخ
شهدطوطیک پیشانی‌سرخ (نام علمی: Hypocharmosyna rubronotata)، که همچنین به عنوان شهدطوطیک خال‌سرخ یا شهدطوطیک دمگاه‌سرخ شناخته می‌شود، گونه‌ای از طوطی‌ها از خانواده طوطیان سبز است که در شمال گینه نو و جزیره بیاک یافت می‌شود. زیستگاه طبیعی آن جنگل‌های کوهستانی نمناک نیمه‌گرمسیری یا گرمسیری است.
دو زیرگونه شناخته شده‌است:
- H. r. rubronotata (والاس، ۱۸۶۲) - در صلواتی، جزایر پاپوآی غربی، ایریان جایا و گینه نو یافت شد.
- H. r. kordoana (Meyer, AB، ۱۸۷۴) - در بیاک، خلیج سنداوسی و ایریان جایا یافت شد.[۴]